# Uroderma bilobatum
Uroderma bilobatum är en däggdjursart som beskrevs av Peters 1866. Uroderma bilobatum ingår i släktet Uroderma och familjen bladnäsor. IUCN kategoriserar arten globalt som livskraftig.
Inga underarter finns listade i Catalogue of Life. Wilson & Reeder (2005) skiljer mellan tre underarter.
Arten blir 54 till 61 mm lång och saknar svans. Den väger 13 till 21 g. Pälsen har en gråbrun färg med en smal ljus strimma på ryggens mitt. Kännetecknande är två vita strimmor över respektive under varje öga. Öronens kanter är gula.
Denna fladdermus förekommer från södra Mexiko över Centralamerika och norra Sydamerika till södra Peru, Bolivia, södra Brasilien och möjligen norra Paraguay. Arten vistas främst i låglandet och den når i bergstrakter 2600 meter över havet. Habitatet utgörs huvudsakligen av städsegröna skogar som regnskogar. Uroderma bilobatum uppsöker även torra områden och odlade regioner.
En grupp av flera individer vilar i en självbyggd konstruktion av stora blad som liknar ett tält. Arten äter huvudsakligen frukter samt nektar, några insekter och blommor. Honor föder vanligen två kullar per år. Dräktigheten varar fyra till fem månader och sedan föds en unge per kull. Liksom flera andra fladdermöss är Uroderma bilobatum aktiv på natten. Vid viloplatsen kan upp till 60 exemplar sova tillsammans.